# Польсько-Італійський легіон
Польсько-Італійський легіон (пол. Legia Polsko-Włoska) — польське військове формування, що було створене 6 квітня 1807 р. Копплектувався легіон з польських відділів, що поверталися з Італії та рекрутів (переважно селян, дезертирів з пруської армії). Місця формування: Вроцлав, Бжег, Ниса, Прудник та Корфантув.
Склад легіону:
- 3 піхотні полки
- 1 полк лансьєрів

Планована чисельність 8750 чоловік. Командир — генерал Юзеф Грабінський.
На осінь 1807 р. легіон налічував 6000 чоловік. З 11 листопада 1807 р. легіон був на службі Вестфальського королівства. 20 березня 1808 р. перейшов на службу французьку, а 31 березня був перейменований на перший Надвіслянський легіон.